# Шурыга, Ангелина Александровна
Ангелина Александровна Шурыга (род. 5 ноября 1996 года, Восточно-Казахстанская область, Казахстан) — казахстанская лыжница, участница зимних Олимпийских игр 2022 года.

## Спортивные результаты
| Год  | Соревнование                                                   | Место          | Индивидуальная гонка | Скиатлон | Масс-старт | Эстафета | Смешанная эстафета | Спринт | Командный спринт |
| ---- | -------------------------------------------------------------- | -------------- | -------------------- | -------- | ---------- | -------- | ------------------ | ------ | ---------------- |
| 2012 | Чемпионат мира по лыжным видам спорта среди юниоров 2012       | Эрзурум        | 41                   | 29       | —          | —        | —                  | 54     | —                |
| 2013 | Чемпионат мира по лыжным видам спорта среди юниоров 2013       | Либерец        | —                    | 38       | —          | 11       | —                  | 44     | —                |
| 2014 | Чемпионат мира по лыжным видам спорта среди юниоров 2014       | Валь-ди-Фьемме | 16                   | 33       | —          | 14       | —                  | 40     | —                |
| 2015 | Чемпионат мира по лыжным видам спорта среди юниоров 2015       | Алматы         | 19                   | 26       | —          | 11       | —                  | 38     | —                |
| 2016 | Чемпионат мира по лыжным видам спорта среди юниоров 2016       | Рышнов         | 15                   | —        | —          | 13       | —                  | 51     | —                |
| 2017 | Зимняя Универсиада 2017                                        | Алматы         | 18                   | —        | 8          | —        | —                  | 13     | —                |
| 2018 | Чемпионат мира по лыжным видам спорта среди юниоров 2018 (U23) | Гомс           | 16                   | 27       | —          | —        | —                  | 35     | —                |
| 2019 | Чемпионат мира по лыжным видам спорта среди юниоров 2019 (U23) | Лахти          | 39                   | —        | 42         | —        | —                  | 52     | —                |
| 2019 | Зимняя Универсиада 2019                                        | Красноярск     | 22                   | —        | —          | —        | —                  | 32     | 12               |
| 2021 | Чемпионат мира по лыжным видам спорта 2021                     | Оберстдорф     | 58                   | 44       | DNF        | —        | —                  | 61     | —                |
| 2022 | Зимние Олимпийские игры 2022                                   | Пекин          | 52                   | 49       | 42         | 15       | —                  | 60     | —                |